# Yamada (Iwate)
Yamada (jap. 山田町, -machi) ist eine Stadt im Landkreis Shimohei in der Präfektur Iwate auf Honshū, der Hauptinsel von Japan.

## Geographie

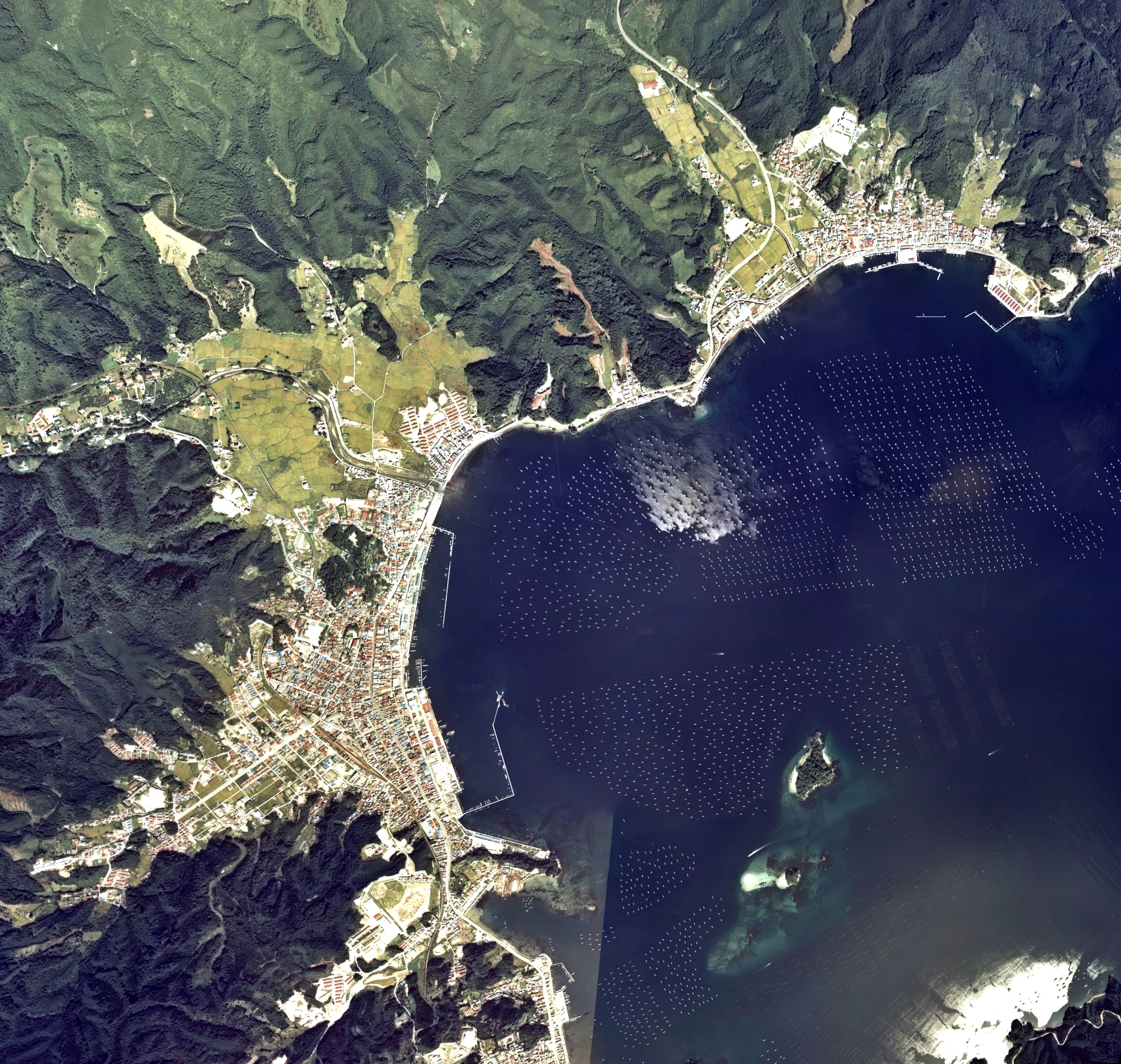
Stadtzentrum Yamada (aus 5 Luftaufnahmen von 1977 zusammengesetztes Luftbild in Farbe), erstellt vom MLIT. In der Bucht von Yamada ist die „Holland-Insel“ erkennbar.

Yamada liegt an der Pazifikküste entlang der Sanriku-Riasküste entlang der Yamada-Bucht (山田湾, Yamada-wan) und dem Nordufer der Funakoshi-Bucht (船越湾, Funakoshi-wan), beide voneinander getrennt durch die Funakoshi-Halbinsel (船越半島, Funakoshi-hantō). In der Yamada-Bucht befinden sich mehrere kleinere Inseln, wobei die größte Ōshima (大島, „große Insel“) bzw. Oranda-jima (オランダ島, „Holland-Insel“) genannt wird. Die ist, wie die anderen Inseln, unbewohnt, jedoch ist sie im Sommer ein beliebter Badeort und es besteht auch eine Fährverbindung. In unmittelbarer Nähe liegt Kojima (小島, „kleine Insel“).
Das Gemeindegebiet besteht zum größten Teil aus Bergland, wobei der Takadakimori (高滝森) mit 1160,3 m Höhe an der Westgrenze zur Nachbargemeinde Ōtsuchi den höchsten Gipfel darstellt. An der Nordgrenze zum benefalls benachbarten Miyako befindet sich der Jūnishin-zan (十二神山) mit 731,4 m. Der dominierende Berg auf der Funakoshi-Halbinsel ist der Karogadake (霞露ヶ岳) mit 504,2 m.
Die Besiedlung der Gemeinde konzentriert sich auf Grund der vielen Bergen an den Küsten und Flusstälern. Im Norden der Gemeinde befindet sich ein größeres Flusstal aus den Zusammenflüssen von verschiedenen Flüssen in den aus Miyako kommenden Tsugaruishi-Fluss (津軽石川). Im nördlichen Teil der Ebene befindet sich der Stadtteil Ishitōge (石峠), im westlichen Ausläufer mit dem Arakawa-Fluss (荒川川, Arakawa-kawa) der Stadtteil Arakawa (荒川) und im südlichen Teil Toyomane (豊間根). Am Nordufer der Yamada-Bucht im Mündungsbereich des Ōsawa-Flusses (大沢川, Ōsawa-kawa) befindet sich Ōsawa (大沢), dann am Westufer im Uhrzeigersinn Yamada an der Mündung des Sekiguchi-Flusses (関口川, Sekiguchi-kawa), worauf sich direkt südlich ein breiterer Küstenstreifen mit dem Gemeindezentrum anschließt bestehend aus den Stadtteilen Kitahama-chō (北浜町), Kōraku-chō (後楽町), Hachiman-chō (八幡町), Chūō-chō (中央町), Nagasaki (長崎), Kawamukai-chō (川向町) und Sakaida-chō (境田町), sowie Iioka (飯岡) ein wenig landeinwärts. Am Südwesten der Bucht fließt der Orikasa-Fluss (織笠川, Orikasa-kawa) in diese und in dessen Mündungstal befindet sich der gleichnamige Stadtteil Orikasa (織笠) und flussaufwärts, wo sich der 馬指野川 mit diesem verbindet Todoroki. Auf der Landbrücke zwischen dem Südufer der Yamada-Bucht und dem Nordufer der Funakoshi-Bucht und der Halbinsel befindet sich Funakoshi (船越).

## Geschichte
1643 landete das holländische Schiff Breskens aus der Expeditionsflotte von Maarten Gerritszoon de Vries an der Insel Ōshima an. Aus diesem Grund wird diese auch als Oranda-jima „Holland-Insel“ bezeichnet.
Als Stadt (machi) entstand Yamada 1889 bei der Einrichtung moderner Gebietskörperschaften durch die Meiji-Regierung, indem die Dörfer (mura) Yamada und Iioka im damaligen Landkreis Higashihei zusammengelegt wurden. 1955 wurden Yamada und die Dörfer Funakoshi, Orikasa, Ōsawa und Toyomane aus dem Landkreis, inzwischen mit den Kreisen Nakahei und Kitahei zu Shimohei zusammengeschlossen, vereinigt und das neue Yamada gebildet.

## Erdbeben- und Tsunamikatastrophen

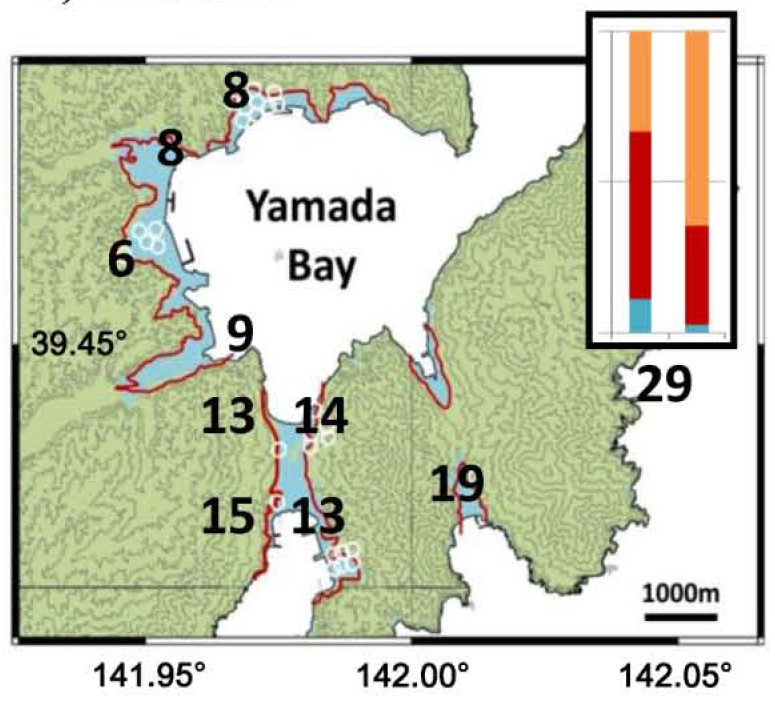
Tsunami in Yamada:
rot: vorausgesagte Überflutungsgebiete anhand der Vereinigungsmenge dreier Erdbebentypen: der historischen Meiji-Sanriku-oki und Shōwa-Sanriku-oki und des hypothetischen Miyagi-oki
schwarze Zahlen: Überflutungs- oder Auflaufhöhen [m] vom 11. März 2011
blau: Überflutungsgebiete am 11. März 2011
Säulendiagramme: Bevölkerung (links) und Tote (rechts) für die Altersgruppen 0–15 (unten), 16–64 (Mitte) und ≥65 (oben)

| Katastrophenereignis | Völlig zerstörte Häuser | Zahl der Todesopfer | Quelle |
| --- | ----------------------- | ------------------- | ------ |
| Meiji 1896 (Erdbeben und Tsunami) | 814                     | 2124                | [ 3 ]  |
| Shōwa 1933 (Erdbeben und Tsunami) | 551                     | 20                  | [ 3 ]  |
| Chile 1960 (Erdbeben und Tsunami) | 133                     | 0                   | [ 3 ]  |
| Tōhoku 2011 (Erdbeben und Tsunami) | 2789                    | 752                 | [ 3 ]  |
| Anmerkung: Die Zahl der Todesopfer für die Tōhoku-Katastrophe 2011 errechnet sich aus den Gesamtzahlen der Toten und Vermissten des 153. FDMA-Schadensberichts vom 8. März 2016 abzüglich der Zahlenangaben katastrophenbedingter Todesfälle, die von der Wiederaufbaubehörde (Reconstruction Agency, RA) ermittelt wurden. |                         |                     |        |

### Tōhoku-Erdbeben 2011

#### Ausmaß der Überflutung und Schäden
Die Stadt Yamada wurde am 11. März 2011 von einem Tsunami nach dem Tōhoku-Erdbeben 2011 heimgesucht, dessen Schäden durch die Ria-Küste, insbesondere da das Ortszentrum am Ende der langen bergumsäumten Yamada-Bucht liegt, und die nahe ansteigenden Berge verstärkt wurden. Das Küstengebiet der Stadt stand unter Wasser und Brände brachen aus. Der Tsunami erreichte in der Yamada-Bucht Auflaufhöhen zwischen 6 und 8 m, während die Auflaufhöhen weiter nördlich außerhalb der Bucht über 20 m erreichten. Die Stadt Yamada nahm schweren Schaden, obwohl die entsprechenden Tsunamihöhen verhältnismäßig gering ausfielen.
Fünf der sieben zentralen Viertel der Innenstadt an der Yamada-Bucht wurden vernichtet. Die Zahl der völlig zerstörten Häuser wird mit 2762 beziffert. Das einzige Krankenhaus und drei der vier Kliniken der Stadt wurden vom Tsunami beschädigt. Yamada gehörte wie Ōtsuchi, Noda und Rikuzentakata zu den Städten der Präfektur Iwate, in der die meisten medizinischen Einrichtungen ihre Funktionalität einbüßten. Im Überflutungsgebiet lebten 61,3 % der 18.745 Einwohner von Yamada.
Die Stadt Yamada umfasst mäßig ausgedehnte Tieflandgebiete entlang der Bucht und wurde durch eine Kombination von alten und neuen Tsunami-Wellenbrechern geschützt. Die Höhe der alten Wellenbrecher betrug 4,0 m, während die Entwurfshöhe der neuen Wellenbrecher 6,6 m über dem lokalen mittleren Meeresspiegel lag. Die effektiven Höhen konnten aufgrund der koseismischen Bodensenkung um einige Dezimeter niedriger als die Entwurfshöhen sein. Tatsächlich überschritt die Höhe des Tsunamis lediglich knapp die neuen Wellenbrecher, doch erlaubten die seitlichen alten Wellenbrechersegmente ein massives Übertreten und Überflutungen in die Stadt, die zu bedeutenden Sachschäden und Todesfällen führten. Ein sechs Meter hoher Wellenbrecher wurde vom Tsunami zerstört.
Im Whale & Marine Science Museum (鯨と海の科学館) wurden Tsunamispuren bis zu einer Höhe von 5 m gefunden. Das an der Decke im ersten Stockwerk hängende Skelett eines männlichen Pottwals (Physeter macrocephalus) mit einer Körperlänge von 17,6 m, der in der letzten Saison des kommerziellen Walfangs im November 1987 vor der einst für ihren Walfang bekannten Stadt Yamada gefangen worden war, blieb wie das neben ihm hängende Skelettexponat eines Zwergwals (Balaenoptera acutorostrata) trotz Verschmutzungen weitgehend unversehrt. Die Außenwände des Museums wurden jedoch beschädigt, und fast die Hälfte der 2000 Ausstellungsmaterialien ging verloren. Das Museum wurde geschlossen und nach der Restaurierung der Einrichtungen und Exponate am 15. Juli 2017 wiedereröffnet.

#### Opfer
Die Brand- und Katastrophenschutzbehörde (Fire and Disaster Management Agency, FDMA) meldete bis zu ihrem 157. Schadensbericht von 2018 687 Tote und 146 Vermisste.
Gemessen an der Gesamtbevölkerung Yamadas, die bei der Volkszählung von 2010 mit 18.617 angegeben worden war, betrug die Opferrate durch die Katastrophe von 2011 4,5 %, wenn alle in dem 157. FDMA-Schadensbericht vom 7. März 2018 registrierten Toten und Vermissten berücksichtigt werden beziehungsweise 4,04 %, wenn die in dem 153. FDMA-Schadensbericht vom 8. März 2016 registrierten Opfer (687 Tote und 148 Vermisste) abzüglich der von der Wiederaufbaubehörde (Reconstruction Agency, RA) gemeldeten katastrophenbedingten Todesfälle berücksichtigt werden, wodurch sich eine Zahl von 752 Toten und Vermissten ergibt. Mit der gleichen Datengrundlage, aber allein auf das Überflutungsgebiet des Tsunamis in Yamada bezogen, das eine Fläche von 5 km2 umfasste, ergab sich eine Opferquote von 6,59 %. Die Opferrate von rund 4 % ist im Vergleich zu der anderer Städte an der Sanriku-Küste hoch.

Galerie: Verwüstungen in Yamada nach dem Erdbeben und Tsunami vom 11. März 2011:
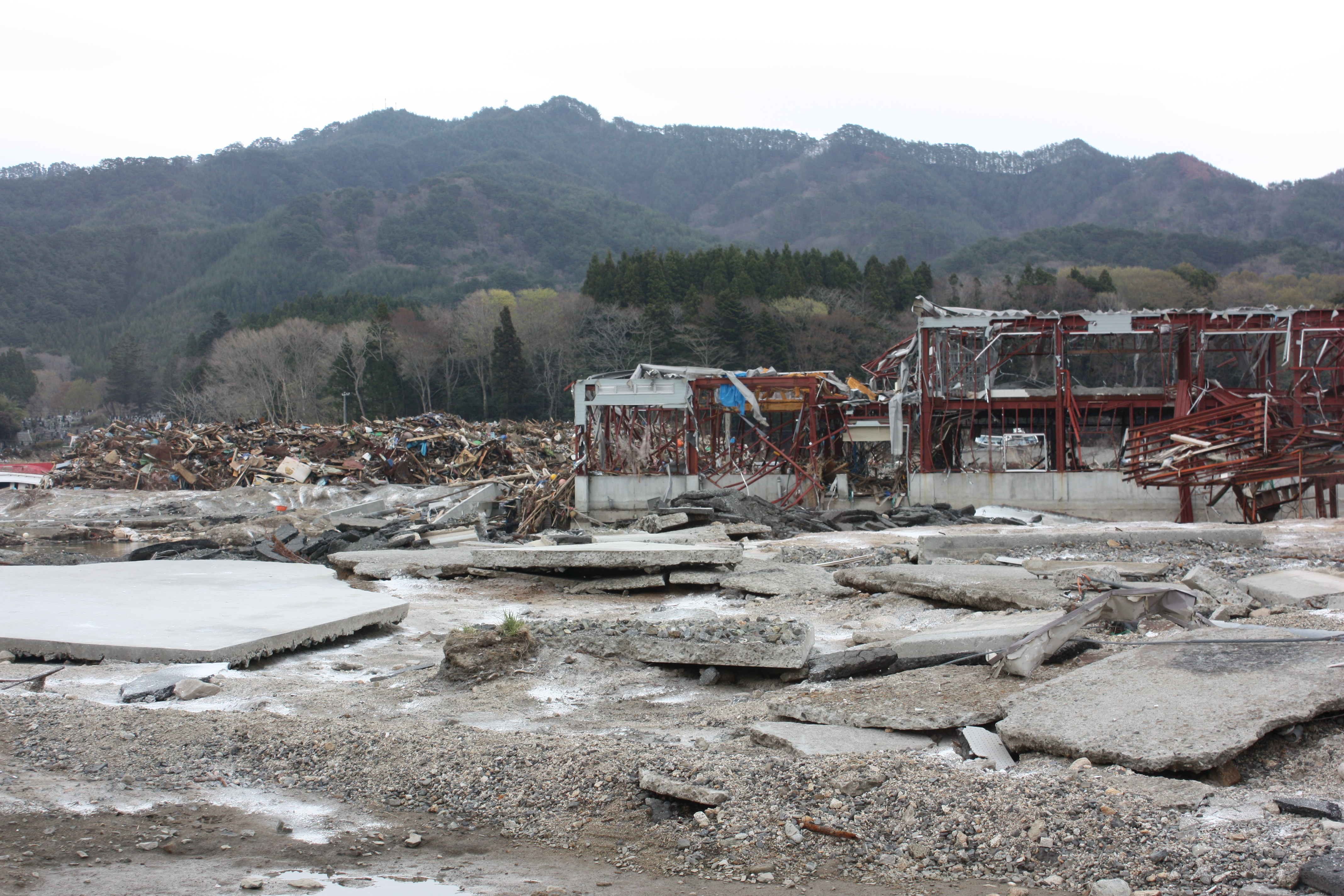
Zerstörte stahlbewehrte Gebäude (Foto: 30. April 2011)
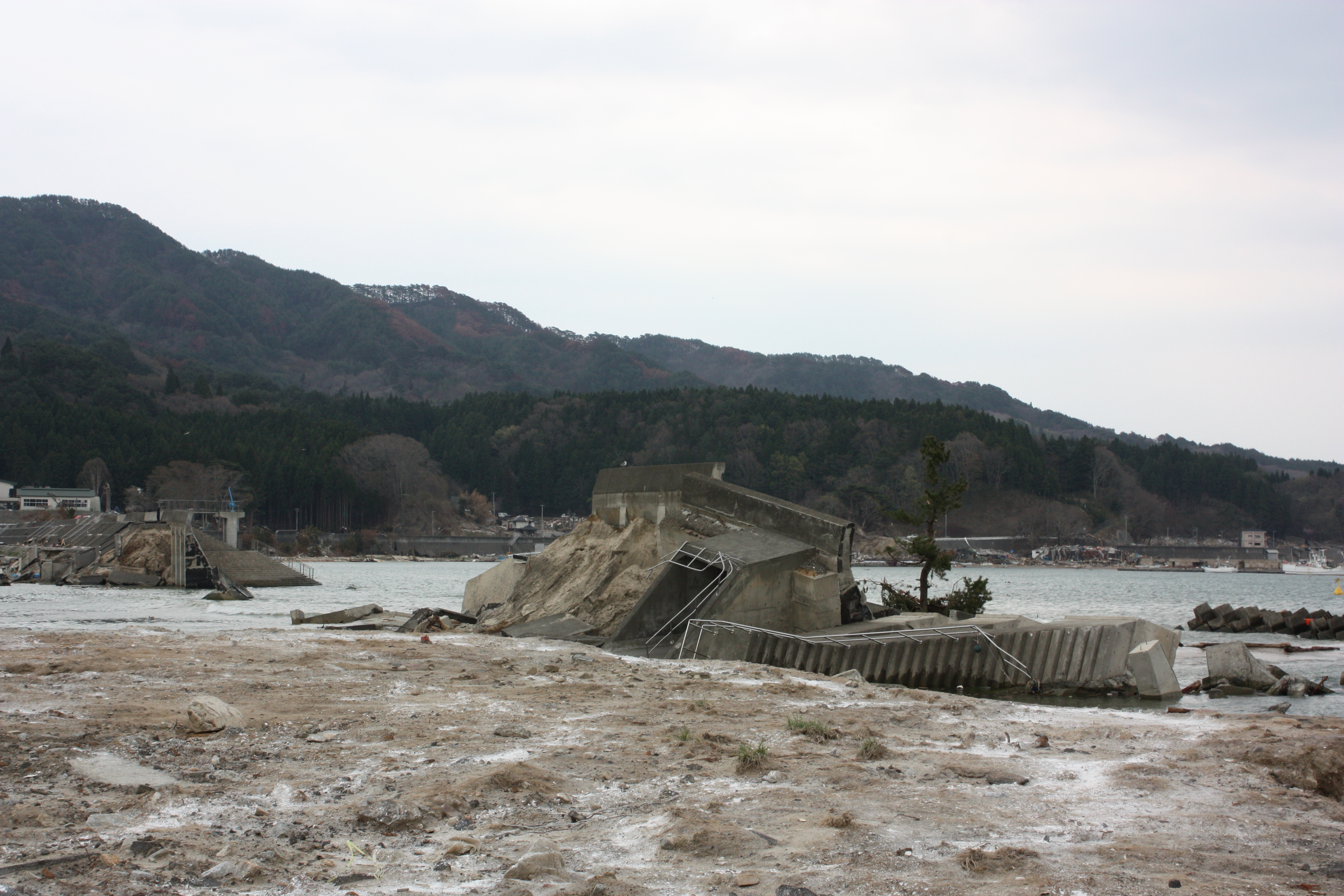
Zerstörte Küstenschutzbauwerke  (Foto: 30. April 2011)
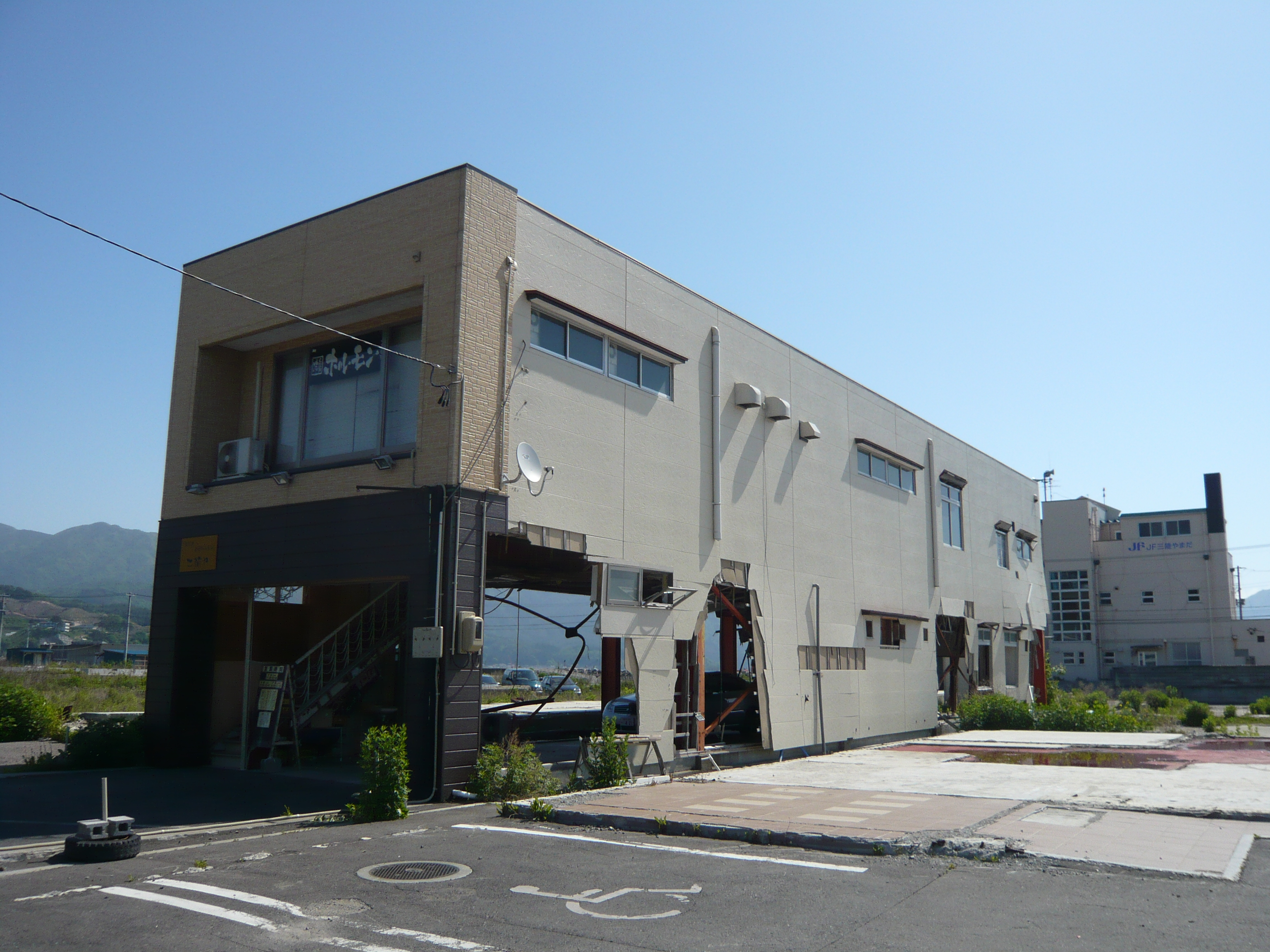
Geschäft im Stadtzentrum von Yamada. Die erste Etage ist zerstört, die zweite in Gebrauch (1. Juni 2013)
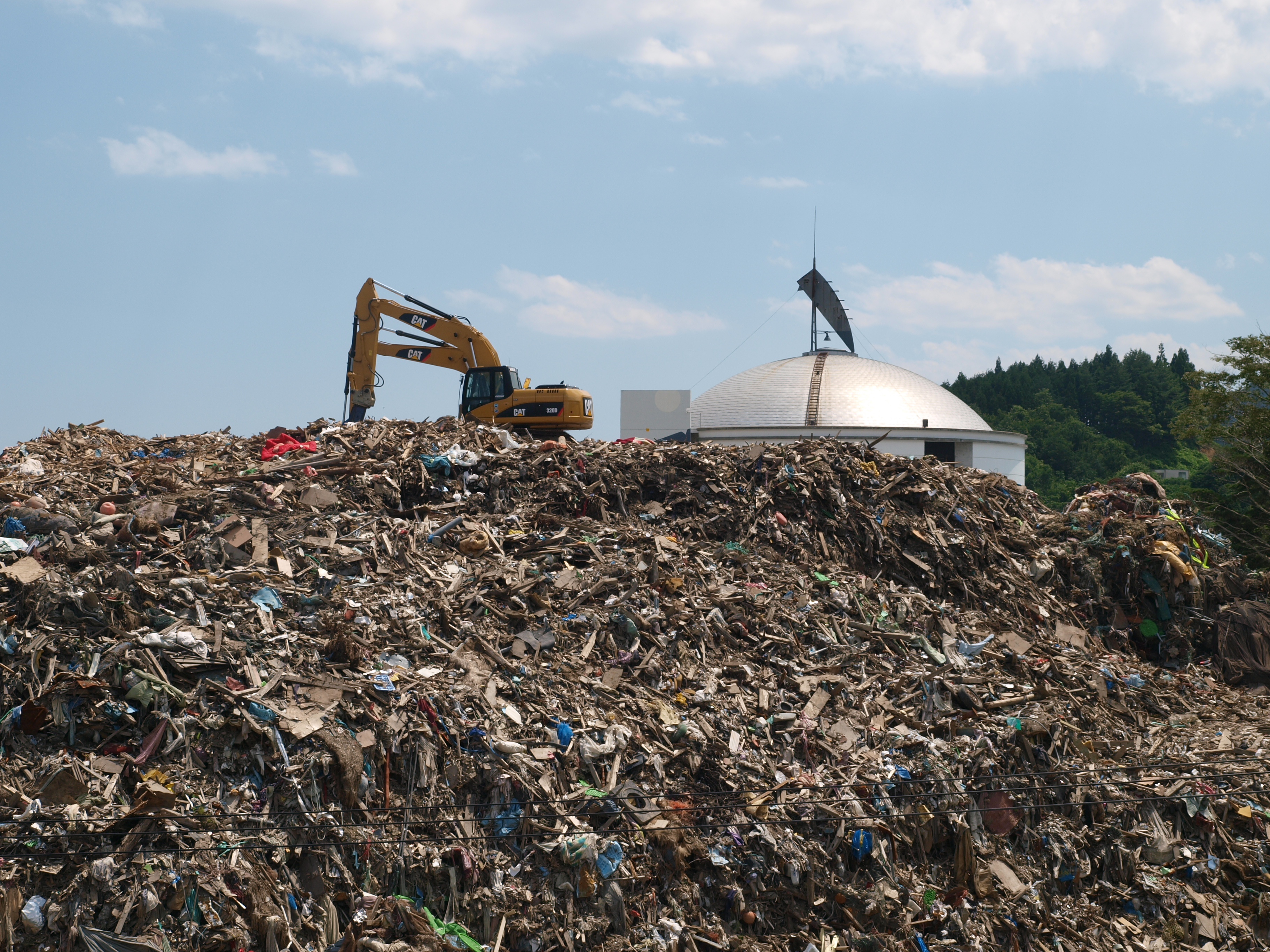
Das Dach des vom Tsunami beschädigten Whale & Marine Science Museum hinter einem Trümmerhügel[10] (Foto: 17. Juli 2011)
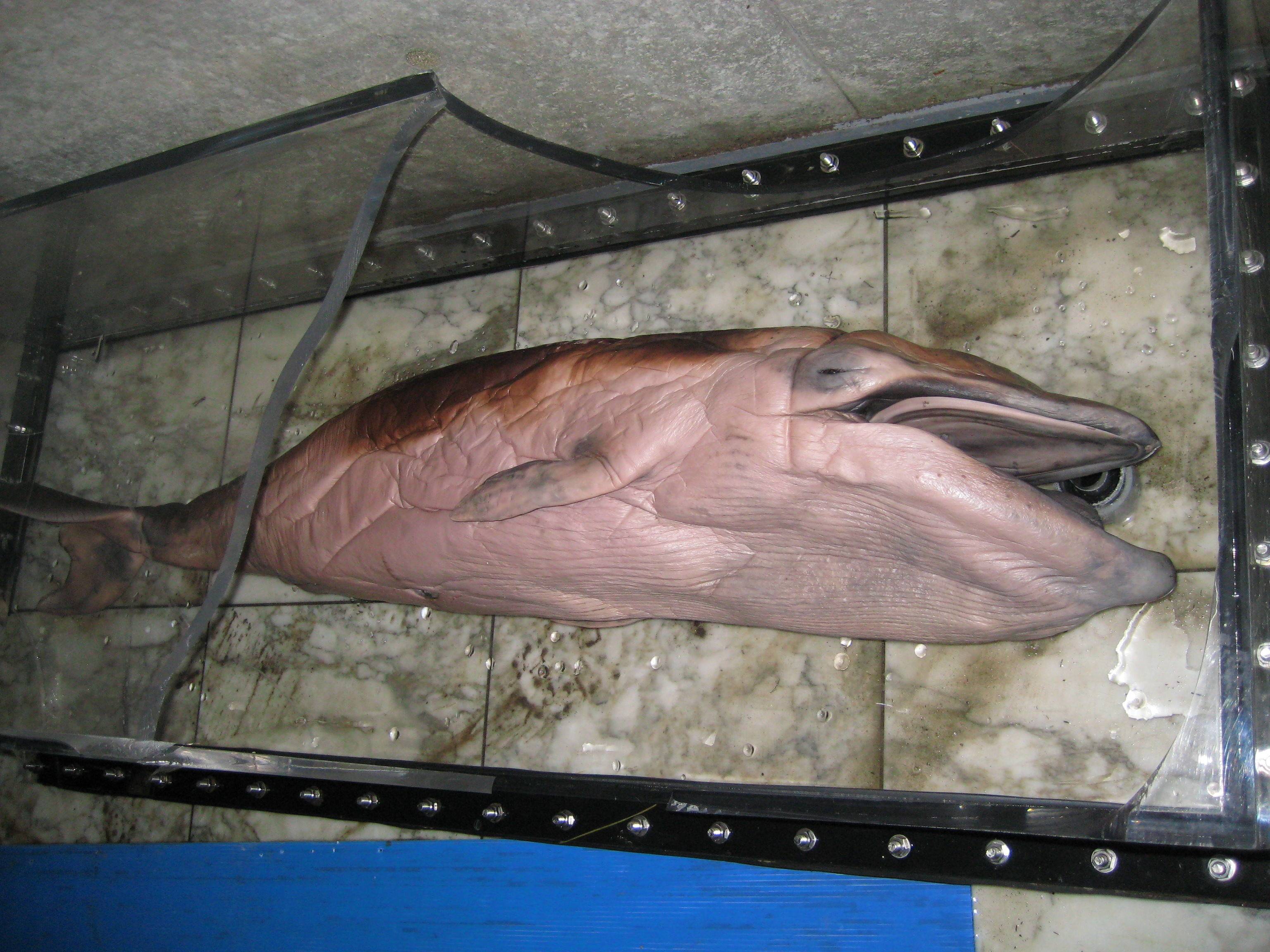
Beschädigtes Exponat eines Wales der Gattung Balaenoptera im Whale & Marine Science Museum (8. Juni 2011)

## Verkehr

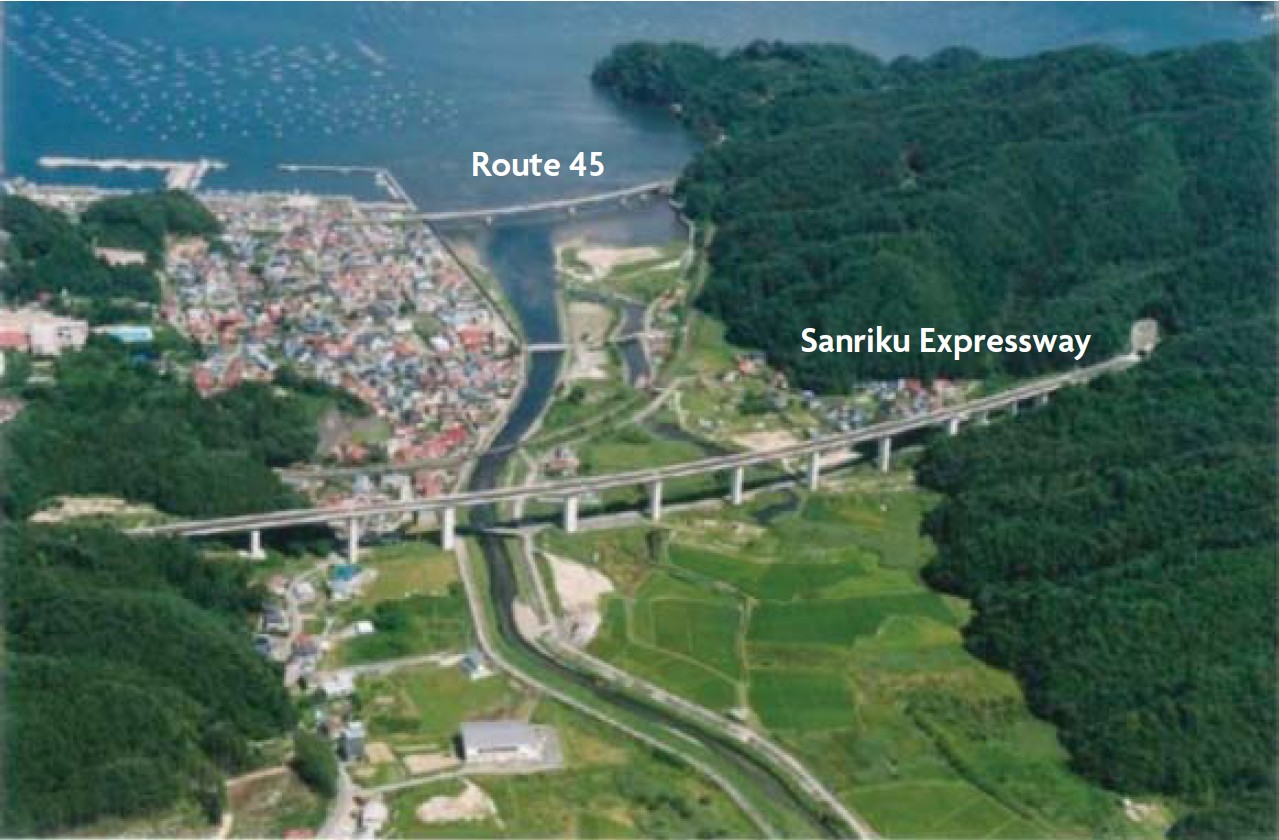
Die Sanriku-Autobahn (Sanriku Expressway), hier die Yamada-Straße (三陸道 山田道路) bei Yamada-Orikasa (織笠), die dort parallel zur direkt an der Küstenlinie gelegenen Nationalstraße 45 verläuft. Die 225 km lange Sanriku-Autobahn verläuft entlang der Pazifikküste der Präfekturen Miyagi und Iwate, befand sich zum Zeitpunkt der Tōhoku-Katastrophe 2011 noch im Bau und war erst zu 51 % für die Öffentlichkeit geöffnet, half jedoch viele Menschenleben zu retten. Wie andere Expressways ist sie erhöht gebaut, stellt bei einem Tsunami die Verbindung zu anderen Orten sicher und bietet einen sicheren Flucht- und Versorgungsweg.

Wichtigste Fernstraßen der Gemeinde sind die Sanriku-Autobahn nach Sendai oder Miyako sowie die Nationalstraße 45 nach Sendai oder Aomori.
Anbindung an das Schienennetz besteht über die JR East Yamada-Linie nach dem Bahnhof Morioka in Morioka oder Bahnhof Kamaishi in Kamaishi. Die Haltestellen der Linie innerhalb der Gemeinde sind Toyomane, Rikuchū-Yamada, Orikasa und Iwate-Funakoshi.

## Bildung
In der Gemeinde befinden sich die Grundschulen Yamada-Süd (山田町立山田南小学校, Yamada-chōritsu Yamada Minami shōgakkō), Yamada-Nord (山田町立山田北小学校, ~ Yamada Kita ~), Ōsawa (山田町立大沢小学校), Ōura (山田町立大浦小学校), Orikasa (山田町立織笠小学校), Funakoshi (山田町立小学校), Todoroki (山田町立轟木小学校), Arakawa (山田町立荒川小学校) und Toyomane (山田町立豊間根小学校), die Mittelschulen Yamada (山田町立山田中学校, Yamada-chōritsu Yamada chūgakkō) und Toyomane (山田町立豊間根中学校), sowie die präfekturale Oberschule Yamada (岩手県立山田高等学校, Iwate-kenritsu Yamada kōtō gakkō).

## Städtepartnerschaften

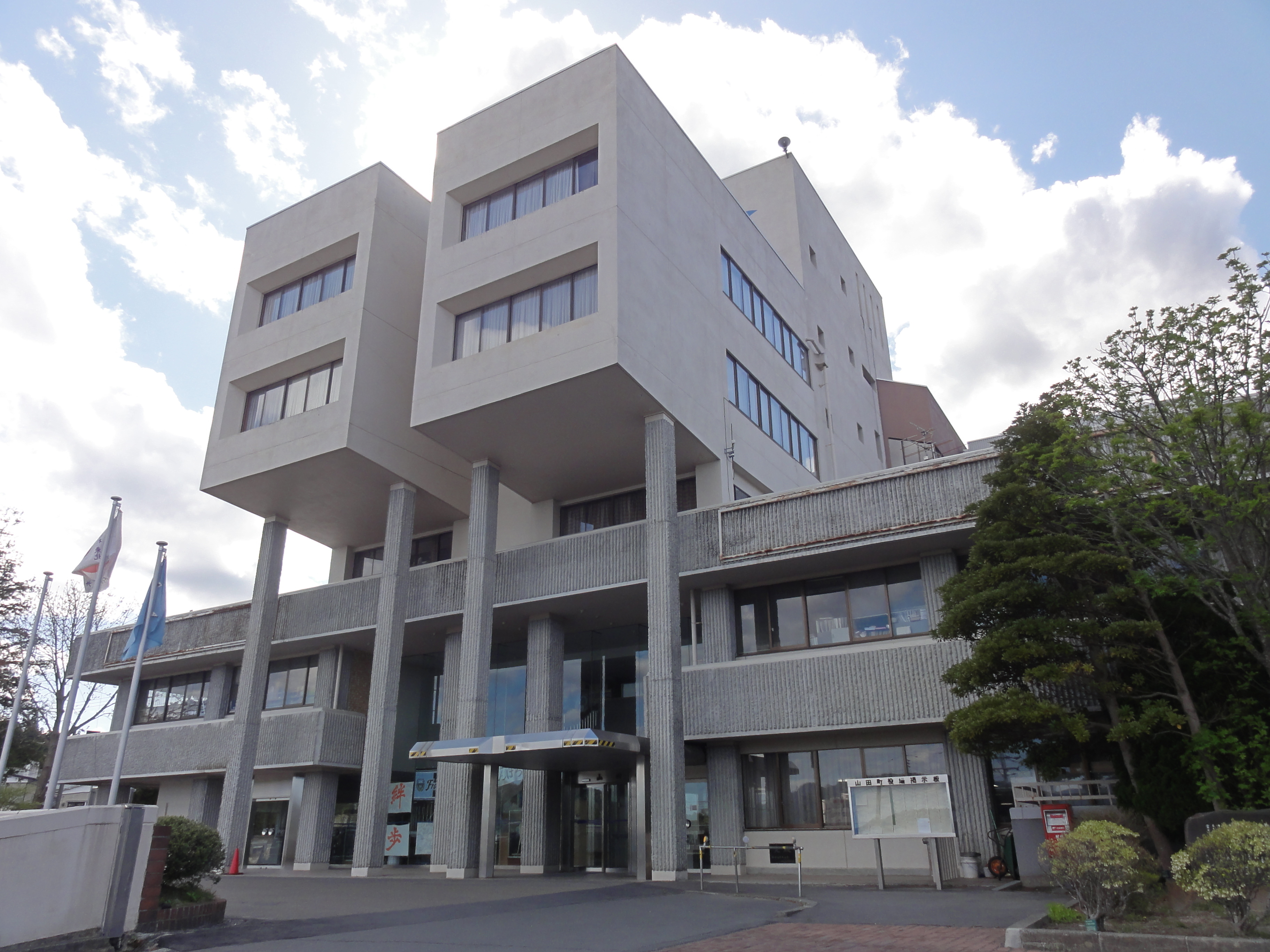
Rathaus von Yamada, Präfektur Iwate, Japan

Am 20. Oktober 1985 wurde die Gemeinde Schwesterstadt mit ihrem Namensvetter in der Präfektur Chiba. Als jenes Chiba 2006 in Katori aufging wurde die Städtebeziehung übernommen. Am 2. August 1990 folgte eine Städtefreundschaft mit Hiraka, was ebenfalls nach dessen Eingemeindung 2006 in Hirakawa beibehalten wurde.
Die einzige ausländische Städtefreundschaft wurde am 13. Mai 2000 mit dem niederländischen Zeist geschlossen.

## Söhne und Töchter der Stadt
- Suzuki Zenkō (1911–2004), Premierminister Japans